# Chaunax penicillatus
Chaunax penicillatus är en fiskart som beskrevs av Mcculloch, 1915. Chaunax penicillatus ingår i släktet Chaunax och familjen Chaunacidae. Inga underarter finns listade i Catalogue of Life.